# Times like these (Gary Burton)
Times like these is een studioalbum van Gary Burton. Na jarenlang albums te hebben opgenomen voor ECM Records, betekende Times like these de overstap naar het platenlabel GRP Records, gespecialiseerd in jazz en  fusion. Het album is opgenomen in de geluidsstudio Clinton in New York. Als muziekproducent trad Gary Burton zelf op, ondersteund door Dave Grusin (jazzmuzikant en eigenaar van GRP) en Larry Rosen.

## Musici
- Gary Burton – vibrafoon, marimba
- John Scofield – gitaar
- Marc Johnson – bas
- Peter Erskine – slagwerk
- Michael Brecker – tenorsaxofoon (tracks 1, 6)

Johnson en Erskine vormden de ritmesectie van Bass Desires, Erskine en Brecker kenden elkaar van Steps Ahead. Scofield speelde eerder met Burton, maar tot een plaatopname kwam het tot dan toe niet.

## Muziek
| Nr. | Titel                             | Duur |
| --- | --------------------------------- | ---- |
| 1.  | Times like these (Makoto Ozone)   | 6:33 |
| 2.  | Or else (Vince Mendoza)           | 4:45 |
| 3.  | Robert Frost (Jay Leonart)        | 6:27 |
| 4.  | Why’d you do it? (John Scofield)  | 5:16 |
| 5.  | P.M. (Chick Corea)                | 6:30 |
| 6.  | Was it so long ago? (Gary Burton) | 7:47 |
| 7.  | Bento box (Makoto Ozone)          | 6:16 |
| 8.  | Do tell (John Scofield)           | 7:21 |